# Tibo Vyvey
Tibo Vyvey (16 december 2000) is een Belgisch roeier.

## Levensloop
Vyvey was aanvankelijk actief in het tennis, judo en zwemmen. In 2012 maakte hij voor het eerst kennis met het roeien bij de Konininklijke Roeivereniging Brugge. Hij liep school aan het Sint-Lodewijkscollege te Brugge en vervolgens studeerde hij kinesitherapie en revalidatiewetenschappen aan de UGent.
Eind juli 2022 werd hij op het WK voor beloften te Varese getroffen door een hersentrombose met een epilepsie-aanval tot gevolg. Na een lange revalidatie trad hij in maart 2023 opnieuw in competitie tijdens de 28e editie van de Brugge Boat Race. Een maand later, in april 2023, won hij de Memorial Paolo d’Aloja. Hij won er in de skiff zijn vier races. Later die maand verlengde hij te Willebroek zijn Belgische titel bij de lichtgewichten. In april 2024 kon hij zich samen met Niels Van Zandweghe tijdens het olympisch roeikwalificatietoernooi te Szeged plaatsen voor de lichte dubbeltwee op de Olympische Spelen van 2024 te Parijs.